# Жильбер Монсский

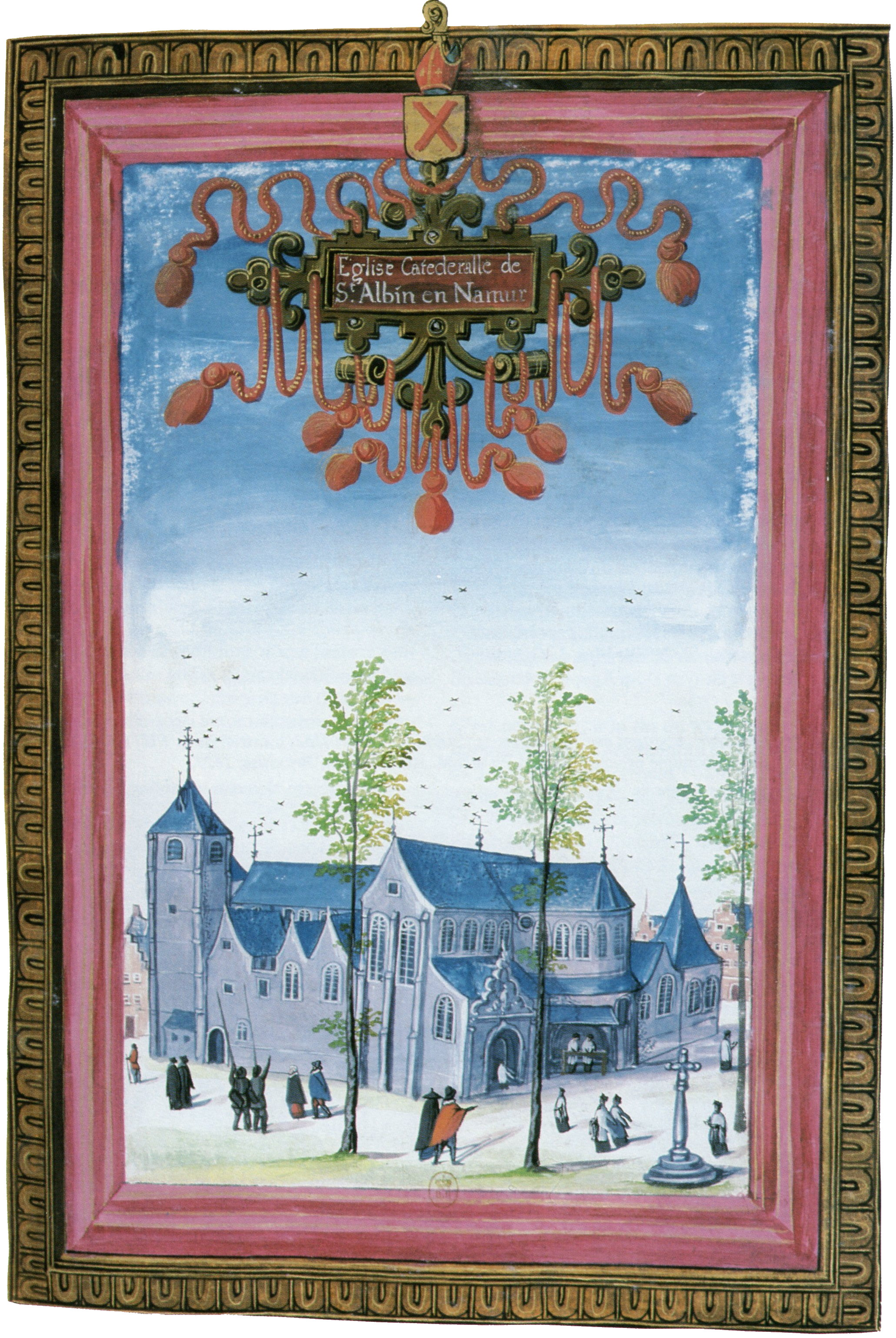
Старый собор Святого Обена в Намюре. Рис. из альбома Шарля де Кроя. Гуашь, 1604 г.

Жильбер Монсский, или Гислеберт из Монса, он же Гизельберт ван Берген (фр. Gilbert de Mons, нидерл. Giselbert van Bergen, нем. Gislebert von Mons, лат. Gislebertus Montensis, около 1150 — 1223, 1224 или 1225) — фламандский священник и хронист, летописец графства Геннегау, автор «Хроники Эно» (лат. Chronica Hannoniae).

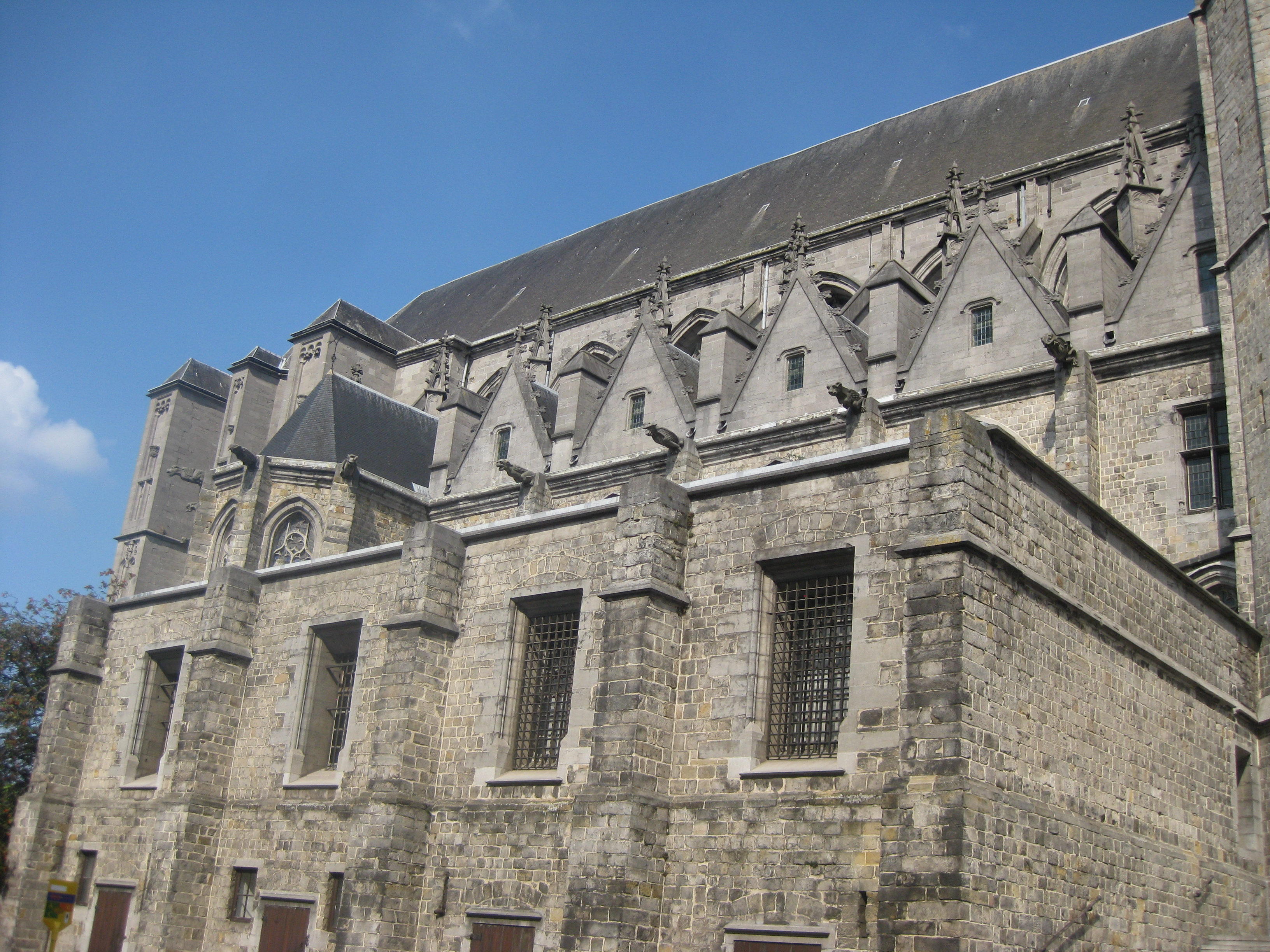
Церковь Св. Вальдетруды в Монсе, XII в.

## Биография
Обстоятельства происхождения неизвестны, по-видимому, получил духовное образование и вырос при дворе графов Эно в Монсе (нидерл. Bergen).
Впервые упоминается в качестве придворного капеллана в 1169 году, с 1175 года был личным капелланом Бодуэна V Храброго (1171—1195), с 1180 года его вторым нотариусом, а с 1184-го — нотариусом, также, начиная с 1172 года, вплоть до смерти графа в 1195 году, исполнял обязанности его секретаря и управляющего канцелярией. 
Параллельно занимал различные церковные должности, с 1183 года был каноником церкви Сен-Пьер-ан-Шато в Намюре, с 1188 года возглавлял духовную коллегию Св. Германа в Монсе. С 1190 года, когда Бодуэн стал маркграфом Намюра, стал пробстом в приходе Св. Обена в Намюре.  
Будучи доверенным лицом графа, участвовал во многих дипломатических миссиях, в частности, вместе с ним присутствовал на Великом сейме, созванном в мае 1184 года в Майнце императором Фридрихом Барбароссой, в 1190-е годы несколько раз посетив этот город вновь. Принимал активное участие в разрешении военно-дипломатического конфликта между Бодуэном V и графом Люксембурга Генрихом IV Слепым из-за Намюрского наследства (1189—1192).
Летом 1191 года, находясь с дипломатической миссией в Италии, узнал там о смерти в Палестине графа Фландрии Филиппа I Эльзасского, брата жены Бодуэна V Маргариты, о чём незамедлительно сообщил своему господину, наложившему лапу на наследство покойного при посредничестве французской короны, что положило начало графству Артуа.
По поручению графа Бодуэна, интересовавшегося историей Каролингов, работал в библиотеках Клюни, Тура и Сен-Дени, собирая там материал для будущего исторического труда. Со смертью графа 17 декабря 1195 года, политическая карьера его была окончена, и он удалился на покой, занявшись составлением своей хроники, но сохранив при этом за собой ряд важных приходов, несмотря на запрет кумуляции церковных должностей в 1179 году Третьим Латеранским собором. 
В частности, с 1195 года он был викарием в приходе Св. Вальдетруды в Монсе и каноником в приходе Сен-Винсент в Суаньи, c 1198 года исполнял должность каноника, затем пробста в приходе Пресвятой Девы Марии в Намюре, с 1204 года возглавлял капитул Св. Квентина в Мобёже, а с 1212 года был настоятелем церкви Св. Вальдетруды в Монсе, имея также пребенды в Суаньи и Конде.
Точная дата и место смерти его не установлены, в качестве вероятных дат называются 1223, 1224 и 1225 годы, известно лишь, что скончался он 1 сентября.

## Сочинения
Не позже 1200 года составил на латыни «Хронику Эно» (лат. Chronica Hannoniae), охватывающую историю Геннегау и соседних земель с 1050 по 1195 год, сведения которой особенно ценны применительно к событиям последней трети XII века, начиная с 1168 года. 
Наиболее вероятными датами создания хроники современные исследователи считают 1196 год, поскольку в ней не сообщается о смерти императора Генриха VI в 1197 году, а также не упоминается в качестве короля Англии Иоанн Безземельный (1199—1216).
Подробно и обстоятельно, хотя и не слишком объективно, осветив жизнь и деятельность своего покровителя графа Бодуэна V, Жильбер сообщает немало сведений по истории соседнего Французского королевства, Англии и Священной Римской империи, в частности, о деяниях графа Фландрии Филиппа Эльзасского (1168—1191), графа Люксембургского Генриха IV Слепого (1136—1196), герцога Лимбургского Генриха III, французского короля Филиппа Августа (1180—1223), Генриха II Плантагенета, Ричарда I Английского и императора Фридриха I (1155—1190). Особенный интерес представляет рассказ о выборах последнего в 1152 году королём Германии.
Очевидное внимание Жильбера к брачным союзам знати делает его сочинение незаменимым источником генеалогической информации. Прекрасно знакомый по должности своей как со всеми статьями феодальных соглашений, городских хартий и мирных договоров, так и с приходно-расходной документацией, в составлении которой он участвовал лично, Жильбер сообщает немало ценного о политических интригах, придворной жизни, крестовых походах, нравах благородных женщин, жизни святых, отношениях между землевладельцами и арендаторами, сеньорами и городами, народных традициях и обычаях, а также военных аспектах, приводя описания походов, осад и рыцарских турниров. При этом со скрупулезной точностью он указывает цифры денежных расходов своего сеньора Бодуэна V на все его поездки, военные экспедиции, организацию праздников и поощрения вассалам, в парижских ливрах и серебряных марках.
Ясность изложения, точность языка, обстоятельность в изложении фактов и особое внимание к юридическим вопросам выгодно отличают его хронику от исторических трудов большинства его современников. 
Исследователь творчества Жильбера Монсского бельгийский историк-медиевист Леон Вандеркиндере отметил, однако, наличие некоторых пробелов в изложении им политической истории, не нашедших убедительных объяснений. В упоминании же хронистом получения Гуго де Пьерпоном епископской кафедры в Льеже в 1200 году он видит работу позднейших переписчиков.
«Хронику Эно» Жильбера Монсского использовали в качестве источников Жиль Орвальский в «Деяниях Льежских епископов» (сер. XIII в.), Бодуэн д’Авен в своей «Всемирной хронике» (1281) и Жак де Гиз в «Анналах правителей Эно» (кон. XIV в.).

## Рукописи и издания
Известно четыре рукописи хроники, старейшая из которых, датированная XV веком (MS 11105, f. 1r–102v), хранится в Национальной библиотеке Франции (Париж), из остальных же трёх, относящихся к XVI столетию, две находятся в собрании Королевской библиотеки Бельгии в Брюсселе (MS 6413, II 1554; MS 6414, II 1555) и одна — в частном собрании в Люксембурге (MS lat, XVIIIee).
Хроника впервые была издана в латинском оригинале в 1784 году в Брюсселе бельгийским историком маркизом Франсуа-Габриэлем-Жозефом дю Шастеле, и в 1786 году переиздана в Париже учёными монахами из конгрегации Св. Мавра в 13 томе «Собрания историков Галлии и Франции» (фр. Recueil des historiens des Gaules et de la France).
Академическое издание было подготовлено в 1869 году в Ганновере немецким историком и палеографом Вильгельмом Ф. Арндтом для 21 тома «Monumenta Germaniae Historica». В 1874 году в Турне вышел французский перевод хроники под редакцией историка Дени-Шарля Годфруа де Менильглеза. В 1904 году в Брюсселе выпущено было новое издание под редакцией вышеупомянутого Леона Вандеркиндере.
В 2004 году в Вудбридже вышел современный комментированный английский перевод хроники, выполненный британским филологом и лингвистом доктором философии Лаурой Мэри Напран.

## Публикации
- Gisleberti Balduini quinti Hannoniae comitis cancellarii Chronica Hannoniae nunc primùm, edita curâ et studio Marchionis du Chasteler. — Bruxelles: Emmanuel Flon, 1784. — iv, 312 p.
- Gisleberti Chronicon Hanoniense anno 1070—1195. Edidit Wilhelmus Arndt // Monumenta Germaniae Historica. Scriptores. — Tomus 21. — Hannover, 1869. — S. 481–601.
- La chronique de Gislebert de Mons. Publiée par Léon Vanderkindere. — Brüssel: Kiessling, 1904. — li, 432 p. — (Recueil des textes pour servir a l’étude de l’histoire de Belgique).
- Chronicle of Hainaut by Gilbert of Mons. Translated by Laura M. Napran. — Woodbridge: The Boydell Press, 2005. — xxxviii, 220 p. — ISBN 1-84383-120-1.